# Староново
Староново (укр. Старонове) — село,
Ворожбянский сельский совет,
Лебединский район,
Сумская область,
Украина.
Код КОАТУУ — 5922982410. Население по переписи 2001 года составляло 9 человек .

## Географическое положение
Село Староново находится на левом берегу реки Псёл,
выше по течению на расстоянии в 6 км расположено село Патриотовка,
ниже по течению на расстоянии в 4 км расположено село Бишкинь,
на противоположном берегу — село Кердылевщина.
Река в этом месте извилистая, образует лиманы, старицы и заболоченные озёра.